# قبل ان تنام الملكة
"قبل أن تنام الملكة"  رواية عربية للروائية والقاصّة والمترجمة والشاعرة و كاتبة مقالات الفلسطينية حزامة حبايب. صدرت عن المؤسسة العربية للدراسات والنشر سنة 2011 ببيروت في لبنان. و قد تمت ترجمتها إلى اللغة الإنجليزية بعنوان: "Before the Queen Falls Asleep" من قبل كاي هيكينين عن دار ماكليهوز بريس MacLehose Press  في شهر أبريل 2024.
قسّمت الروائية عملها إلى ستة أبواب، يضم كل منها عدة فصول، حيث خصصت كل باب لاستعراض جانب مختلف من جوانب الحياة في الشتات. و الرواية هي  استكشاف على عدة مستويات من الذاكرة و المنفى والبقاء على قيد الحياة. تصوّر الرواية ملامح الشتات الفلسطيني في عدة دول، من بينها الأردن والكويت والعراق، خلال الفترة التي سبقت تسعينيات القرن الماضي.

## ملخص الرواية

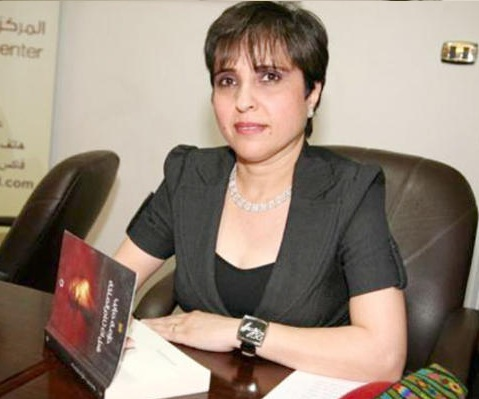
حزامة حبايب مؤلفة رواية قبل أن تنام الملكة

الرواية التي ترويها جهاد تقدم سردًا لمسيرة حياة امرأة فلسطينية مغتربة التي تعكس تفاصيل الحياة اليومية للاجئين الفلسطينيين في الكويت. تبدأ القصة من "الرحيل الثاني"، الذي يشير إلى مغادرتها للكويت، موضحة بذلك الصعوبات التي واجهتها في حياتها كلاجئة، مع تسليط الضوء على تقنيات تدبير المال التي كانت تتبعها النساء الفلسطينيات لتجاوز الفقر، والتي تُعرض بأسلوب ساخر يكشف عن الطريقة التي تخبئ بها النساء أموالهن بعيدًا عن أعين الرجال.
من خلال السرد، تكشف جهاد أيضًا عن تجربتها كمعلمة، بداية من عملها في الكويت ثم انتقالها إلى الأردن، حيث تتناول تمردها ضد بعض القيود التنظيمية في مجالها الوظيفي، مما يعرّضها لعدة إنذارات من مديرة المدرسة. كما تسلط الضوء على حادثة سرقة تعرضت لها العديد من المعلمات، حيث واجهت اتهامًا كيديًا من الإدارة، لكنها وزميلتها استطاعتا كشف الجاني الحقيق، وهي الآذنة المكلفة بإعداد الشاي للمعلمات.
تستعرض الرواية أيضًا تطور معاني الأسماء في سياق النكبة الفلسطينية، مسلطة الضوء على قصة الاسم الذي أطلقه عليها والدها "جهاد"، رغم اعتراض والدتها. كما تعكس الرواية آثار اجتياح الكويت من قبل العراق على حياة الفلسطينيين في الكويت، ما أدى إلى إجبار العديد منهم على مغادرة البلاد والعودة إلى الأردن.
الحكاية تتخللها أيضًا قصة حب غير مكتملة لجهاد مع إياس، الذي يرحل إلى لندن، كما تواكب الساردة مغادرة ابنتها "ملكة" إلى المدينة ذاتها، مما يربط بين الخيوط المختلفة لقصص الحكاية، مبرزًا مسار الرحيل المستمر الذي يطبع حياتهم.
وفي الختام، تنتقل الساردة إلى دبي، لكن رغم التنقل بين فلسطين، الكويت، العراق، الأردن ودبي، يبقى الشعور بالانفصال عن تلك الأماكن قائمًا، مما يعكس حالة الاغتراب المستمر التي عاشتها جهاد وعائلتها.

## نقد و استقبال
تمثل الرواية سردا للواقع حيث بعض عناوينه معروف مثل رحلة النزوح الفلسطينية الصعبة من الكويت،و ترصد  تطور الكيان الفلسطيني المشوّه والمجزّأ إلى نموذج، أو محاولة خلق وطن أقرب إلى الوهم، و تتأسس الرواية على لغة تتخلل اليومي والمعاش الفلسطيني المفروض، حيث يجد القارئ الشّتات، وقد تسلل إلى وعيه بحساسية بعيداً عن الثّورية، والشّعاراتية. وقد لاقت الرواية استقبالا جيدا من النقاد و القراء. رغم أن البعض اعتبر لغتها أحيانا تصبح "خشنة"، و تصل في بعض المواضع إلي لغة القاع الذي يتناسب مع حياة الساردة وتشردها، وما حملتها من أعباء طوال حياتها في الشتات، كما لا يخلو الحكي أيضا من تلك التعبيرات والجمل الشاعرية المشحونة  و المليئة بالرمز و القوة.

## اقتباسات
- أم أننا نحترف الرحيل كما احترفنا العيش في مدن ليست لنا وأوطان لغيرنا تلفظنا متى ما ملت منا؟.
- أنت أيضا بكيت، في غرفتك الجامعية على بعد آلاف الكيلومترات من غرفة نومي التي كنت أوي إليها، بعد مطالعة صور موتانا بكل الهيئات والأحجام، منهكة من النحيب المنفرد.
- أبي الذي ظل يجاور الدين ويحاذيه، أخذاً ما يجعله غير قابل للنبذ من محيطه الأسري، ومحيط معارفه.